# Macrocheilus asteriscus
Macrocheilus asteriscus – gatunek chrząszcza z rodziny biegaczowatych, podrodziny Anthiinae i plemienia Helluonini.

## Taksonomia
Gatunek opisany został w 1844 roku przez White'a.

## Opis
Biegaczowaty ten spośród innych przedstawicieli rodzaju Macrocheilus wyróżnia się krzyżopodobnym kształtem plam na pokrywach, smuklejszym środkowym ząbkiem bródki (mentum) oraz wąskim wierzchołkiem języczka. Osiąga długość 14,5 mm.

## Występowanie
Gatunek ten występuje w Indiach, Birmie, Laosie, Wietnamie, chińskich Hajnanie, Guangdongu i Hongkongu oraz Indonezji.